# Medveja, Nemîriv
Medveja (în ucraineană Медвежа) este localitatea de reședință a comunei Medveja din raionul Nemîriv, regiunea Vinnița, Ucraina.

## Demografie
Componența lingvistică a localității Medveja
     Ucraineană (99,84%)
     Alte limbi (0,16%)
Conform recensământului din 2001, majoritatea populației localității Medveja era vorbitoare de ucraineană (99,84%), existând în minoritate și vorbitori de alte limbi.